# Cariniana pyriformis
Espèce
Classification phylogénétique
Statut de conservation UICN

NT : Quasi menacé
Cariniana pyriformis est une espèce de plante à fleurs de la famille des Lecythidaceae originaire d'Amérique du Sud et d'Amérique Centrale.

## Nom vernaculaires
- Anglais: Colombian Mahogany
- Espagnol: Abarco

## Description
C'est un arbre.

## Répartition
Large distribution depuis le Brésil, la Colombie,  le Venezuela et le Costa Rica.

## Conservation
Cette espèce est menacée par la destruction de l'habitat au niveau national en Colombie et au Venezuela.